# Ekaterina Michajlovna Potëmkina
Ekaterina Michajlovna Potëmkina (San Pietroburgo, 15 giugno 1788 – San Pietroburgo, 2 febbraio 1872) è stata una nobildonna russa.

## Biografia
Ekaterina era la figlia del tenente generale Michail Sergeevič Potëmkin, e di sua moglie, Tatiana Engelhardt, nipote di Grigorij Aleksandrovič Potëmkin. Figlioccia dell'imperatrice Caterina II, in onore della quale ricevette il suo nome, nel 1791 perse il padre. Sua madre, vedova, nel 1793 sposò il principe Nikolaj Borisovič Jusupov, ma presto si separò da lui.
Ekaterina crebbe con i suoi fratelli, Aleksandr e Boris, a San Pietroburgo.

## Matrimonio
Fin da giovane conobbe Alexander Ribaupierre (1781-1865), figlio di Jean Ribaupierre. I giovani si vedevano spesso e iniziarono a mostrare simpatia reciproca. Ma sua madre sognava un partito più importante per sua figlia (si era pensato un matrimonio tra Ekaterina e Nikita Grigor'evič Volkonskij) e per molto tempo non le diede il consenso al matrimonio.
La loro storia suscitò simpatia generale. Entrambi erano così belli (Ekaterina era una bellezza, i contemporanei trovarono in lei una somiglianza con l'imperatrice Giuseppina), e così infelici. Nella vicenda intervenirono i cugini della sposa, il principe Golitsyn e il conte Władysław Grzegorz Branicki, che erano molto amici con Ribopierre. Dopo molti sforzi, riuscirono a ottenere il consenso della principessa Jusupova e presto ebbe luogo il fidanzamento. Il matrimonio avvenne il 29 settembre 1809 nella Cattedrale di Sant'Isacco di Dalmazia. Il matrimonio si è rivelato estremamente felice.
La coppia ebbe sei figli:
- Anna Aleksandrovna (1812-1842), sposò il barone Ernest Zenden;
- Sof'ja Aleksandrovna (1813-1881), sposò il conte Vasilij Pavlovič Goleniščev-Kutuzov;
- Michail Aleksandrovič (morto durante l'infanzia);
- Mar'ja Aleksandrovna (1816-1885), sposò il conte Joseph Bracier de Saint-Simon;
- Ivan Aleksandrovič (1817-1871), sposò Sof'ja Vasil'evna Trubeckaja, ebbero un figlio: Georgij Ivanovič Ribopierre;
- Tat'jana Aleksandrovna (1829-1879), sposò Nikolaj Borisovič Jusupov.

All'inizio la famiglia visse a San Pietroburgo in un appartamento in affitto dell'imprenditore Sokolov. Alle loro serate hanno partecipato Alessandro I e l'intera corte. Dal 1822, Ekaterina visse con suo marito a Odessa. Negli anni successivi, non volendo vivere separatea dal marito, lo accompagnò in tutti i suoi viaggi diplomatici. Nel dicembre 1827 la coppia, insieme ai loro figli, vennero quasi colpiti dalle navi turche nel Bosforo durante la navigazione da Costantinopoli. 
Dopo una violenta tempesta sull'Adriatico, i Ribaupierre sbarcarono a Trieste. Trascorsero qualche tempo a Firenze, nella magnifica villa in affitto dei Marchesi di Montecatini a Gattaiola. Dopo si stabilirono a Roma. Dopo la conclusione del trattato di pace di Andrianopoli nel 1829, i Ribaupierre tornarono a Costantinopoli, dove Ekaterina, come padrona di casa, ricevette più di una volta il Sultano Mahmud. Durante il soggiorno di Ribaupierre in missione diplomatica a Berlino (dal 1832), Ekaterina era ancora la padrona di casa, organizzando ricevimenti di lusso e grandi feste nella sua casa.
Nel 1839, i Ribaupierre tornarono in Russia. La coppia frequentava abitualmente la vita di corte, e si distinguevano nella società per evitare intrighi e pettegolezzi. Ekaterina, essendo molto vicina alla famiglia imperiale, nel 1854 ricevette il titolo di dama di stato e all'incoronazione dell'imperatore Alessandro II (26 agosto 1856), insieme al marito, fu elevata a conte dell'Impero russo.
Le persone a lei più vicine la descrivono come una persona simpatica e amabile. Era un'artista di talento, nel suo laboratorio si potevano trovare meravigliose copie dei dipinti dell'Ermitage.

## Morte
Dopo la morte di suo marito nel 1865, Ekaterina visse a vita privata a San Pietroburgo. Negli ultimi anni è stata molto malata e, secondo sua figlia, ogni movimento era doloroso per le sue ossa. Morì di idropisia nel febbraio 1872 e fu sepolta accanto al marito nel cimitero di Tikhvin dell'Alexander Nevsky Lavra.